# KISS Animalized Live and Uncensored
KISS Animalized Live and Uncensored släpptes 4 januari 1985. Se Kiss. Spelningen är ifrån Detroit på Animalize Tour. Den är däremot inget officiellt släpp.

## Spellista
1. Detroit Rock City - (Paul Stanley/Bob Ezrin)
2. Cold Gin - (Ace Frehley
3. Creatures Of The Night - (Stanley/Adam Mitchell)
4. Fits Like A Glove - (Gene Simmons)
5. Heaven's On Fire - (Stanley/Desmond Child)
6. Thrills In The Night - (Stanley/Beauvoir)
7. Under The Gun - (Stanley/Eric Carr/Child)
8. War Machine - (Simmons/Bryan Adams/Vallance)
9. Young and Wasted - (simmons/vinnie Vincent
10. I Love It Loud - (Simmons/Vincent)
11. I Still Love You - (Stanley/Vincent)
12. Love Gun - (Stanley)
13. Lick It Up - (Stanley/vincent)
14. Black Diamond - (Stanley)
15. Rock And Roll All Nite - (Simmons/Simmons)